# Albino Alverà
Albino Alverà (Cortina d'Ampezzo, 1º marzo 1923 – Cortina d'Ampezzo, 26 ottobre 2004) è stato uno sciatore alpino e alpinista italiano.
Era fratello di Silvio, anche lui sciatore alpino e alpinista di alto livello.

## Biografia

### Carriera sciistica
Sciatore attivo negli anni quaranta-cinquanta, nel 1950 partecipò ai Mondiali disputati ad Åre, in Svezia. Prese parte ai VI Giochi olimpici invernali di Oslo 1952, classificandosi 23º nello slalom speciale.
In seguito divenne maestro di sci e successivamente ottenne il titolo di "istruttore nazionale".

### Carriera alpinistica
Detto "Boni", fece parte del gruppo alpinistico Scoiattoli di Cortina di cui fu anche fondatore nel 1939. Guida alpina dal 1945, aprì tra il 1942 e il 1960 undici vie nelle montagne di Cortina e in quelle limitrofe. Alverà si dedicò in particolar modo alle Tofane, dove fece anche le prime ascensioni del primo e terzo spigolo.

## Palmarès

### Campionati italiani
- 6 medaglie[4][5][6][7]:
  - 2 ori (slalom gigante, slalom speciale nel 1951)
  - 2 argenti (discesa libera, combinata nel 1948)
  - 2 bronzi (slalom speciale nel 1947; slalom gigante nel 1955)